# جیسون میچل
جیسون میچل (انگلیسی: Jason Mitchell) (متولد ۵ ژانویه ۱۹۸۷) بازیگر و هنرمند آمریکایی می‌باشد.

## فیلم‌ها
| سال  | عنوان              |
| ---- | ------------------ |
| ۲۰۱۱ | همهمه کشتار تگزاس  |
| ۲۰۱۲ | کالای قاچاق        |
| ۲۰۱۲ | چشم اژدها          |
| ۲۰۱۳ | شهر شکسته          |
| ۲۰۱۵ | جرایم بزرگ         |
| ۲۰۱۵ | راست بری کامپتون   |
| ۲۰۱۵ | وینسنت-ان-روکسی    |
| ۲۰۱۷ | کونگ: جزیره جمجمه  |
| ۲۰۱۷ | جنگجوهای آزادی: ری |